# إيمي فيليبس (ممثلة)
إيمي فيليبس (بالإنجليزية: Amy Phillips)‏ هي ممثلة بريطانية، ولدت في 20 أغسطس 1978 في إنجلترا في المملكة المتحدة.

## وصلات خارجية
- إيمي فيليبس (ممثلة) على موقع IMDb (الإنجليزية)
- إيمي فيليبس (ممثلة) على موقع قاعدة بيانات الفيلم (الإنجليزية)